# U tvojim očima
U tvojim očima je prvi poslijeratni (iliti šesti) album grupe Crvena jabuka. Album je objavljen 1996. godine za Croatia Records.

## O albumu
Nakon odlaska Zlatka Arslanagića u London, Dražen Žerić, zajedno s bubnjarima Darkom Jelačićem i Nikšom Bratošem u Zagrebu, nastavljaju s radom grupe i u jesen 1995. počinju snimati u studiju. Dana 17. siječnja 1996. Album je u prodaji, a put do publike prvo je našla pjesma "Ne govori više", kao i pjesma Dražena Ričla, koja ranije nije snimljena "Sanjam te" . U obradi blagdanskog klasika "Bijeli Božić" gostuje Saša Lošić, koji će im se pridružiti na turneji. Iako originalnu verziju "Vraćam se tebi, seko" pjevaju Žera i Mladen Vojičić Tifa, na izričit zahtjev diskografske kuće, na albumu gostuje Alen Vitasović. Mnogo godina kasnije, originalna verzija s Tifom pojavit će se na internetu. Album nastavlja tradiciju ljubavnih balada pjesmama "Kad će mi doć'" i "Sad je srce stijena", a snima i obradu Emira Bašića, pjesmu "Deni" koja je bila najpopularnija u izvedbi grupe COD.
Uzvratna turneja počet će koncertom u velikoj dvorani zagrebačkog Doma sportova 14. prosinca 1996. na kojem su kao gitaristi svirali Nikša Bratoš i Igor Ivanović, koga će u drugom dijelu turneje zamijeniti Saša Zalepugin. Deset godina od svog prvog albuma obilježit će još jednim koncertom u Domu sportova, 4. prosinca iste godine, a dio audio zapisa bit će objavljen na disku pet godina kasnije. Turneja će trajati do sredine 1997. godine. godine.

## Popis pjesama
1. Ne govori više (Fazlić)
2. Kad ćeš mi doć' (Fazlić)
3. Sanjam te (Richl-Žerić)
4. Vraćam se tebi, seko (Fazlić)
5. Stari moj (Lošić)
6. Sad je srce stijena (Fazlić)
7. Iza prozora (Lošić)
8. Deni (Bajramović-Kovačević)
9. Sjećanja (Lošić)
10. Kao da sanjam (Šetka-Popov)
11. Radio (Preradović-Buljubašić)
12. Mahala (Fazlić)
13. Bijeli Božić (Berlin)

## Izvođači
- Dražen Žerić Žera: vokal
- Darko Jelčić Cunja: bubnjevi
- Nikša Bratoš: mandolina, klavijature, gitara, violina
- Krešimir Kaštelan Krešo: bas gitara
- Mario Vukošić Jimmy: gitara
- Danijel Lastrić: klavijature

## Vanjske poveznice
- Pjesme s albuma U tvojim očima